# ベックリンによる4つの音詩
ベックリンによる4つの音詩（4 Tondichtungen für grosses Orchester nach Arnold Böcklin）作品128は、マックス・レーガーが作曲した管弦楽曲。題名は「ベックリン組曲」（Böcklin Suite）などと表記される場合もある。

## 概要
レーガーがマイニンゲン宮廷楽団の音楽監督を務めていた時期の、1912年から1913年7月にかけて作曲された。初演は1913年10月12日にエッセンで行われ、作品はユリウス・ブーツに献呈された。
アルノルト・ベックリンの4枚の絵から受けた印象をそれぞれ音化したもので、レーガーが珍しく標題音楽の領域に足を踏み入れた作品の一つである。カール・シュトラウベに宛てた書簡の中で、レーガーはこの作品を同時期に書かれた『バレエ組曲』（"Eine Ballettsuite"）作品130とともにいずれ書かれる「交響曲への最終準備」と表現している。しかし健康的経済的その他の理由から、結局レーガーが交響曲を完成させることはなかった。

## 楽器編成
フルート3（第4曲のみピッコロ1持替）、オーボエ2（第3曲のみコーラングレ1持替）、クラリネット2、ファゴット2、コントラファゴット（第3曲のみ）、ホルン4、トランペット3、トロンボーン3、チューバ、ティンパニ、シンバル、大太鼓、タムタム、トライアングル、ハープ、弦五部

## 構成
全4曲からなり、演奏時間は25分から30分程度。
- 第1曲 ヴァイオリンを弾く隠者（Der geigende Eremit）
モルト・ソステヌート、doch nie schleppend（しかし引きずらずに）。イ短調、3/4拍子。独奏ヴァイオリンが活躍する作品であり、また弦楽器が弱音器を付けたものと付けないものの二群に分けられ（『モーツァルトの主題による変奏曲とフーガ』でも同様の手法が用いられている）、繊細な音響を作り出す。ソナタ形式で書かれ、アルカイックなコラールを奏する弦楽に独奏ヴァイオリンが自由な旋律で応える。展開部は動きを増して高潮し、簡潔な再現部が続いてホ長調で終止する。

- 第2曲 波間の戯れ（Im Spiel der Wellen）
ヴィヴァーチェ、嬰ヘ短調、3/4拍子。木管楽器の活躍する浮遊的なスケルツォ。高音を中心にした楽想に、波を思わせる低音のパッセージが差し挟まれる。中間ではオーボエの奏する牧歌的な楽想が展開されていく。コーダはテンポを落とし、力ないワルツとなって終わる。

- 第3曲 死の島（Die Toteninsel）
モルト・ソステヌート、嬰ハ短調、4/4拍子。セルゲイ・ラフマニノフも同じ絵に基づいて交響詩『死の島』を残している。陰鬱な響きが作品を支配しており、ティンパニの奏する不気味なリズム動機と、フルートとコーラングレのソリで提示される下降動機を中心に進む。弱音器を伴ったコラールも遠くから聞こえるが、それをかき消すように何度も詠嘆が爆発し、やがて変ニ長調の平安な響きの中に溶けていく。

- 第4曲 バッカナール（Bacchanal）
ヴィヴァーチェ、イ短調、2/4拍子。題名はバッカスを称える祭の踊りを意味するが、同じ題名を持つベックリンの絵はない（ただし、"Bacchantenfest"というバッカスを称える祭りを描いた絵が存在し、これが元になっているとされる）。色彩感豊かな力強い舞曲で、先行する各曲の動機も用いられる。「グラツィオーゾ」と指示された木管楽器を中心とする短いエピソードも顔を出すがすぐに舞曲のリズムに戻り、細かいパッセージが渦巻く熱狂的なコーダで終わる。

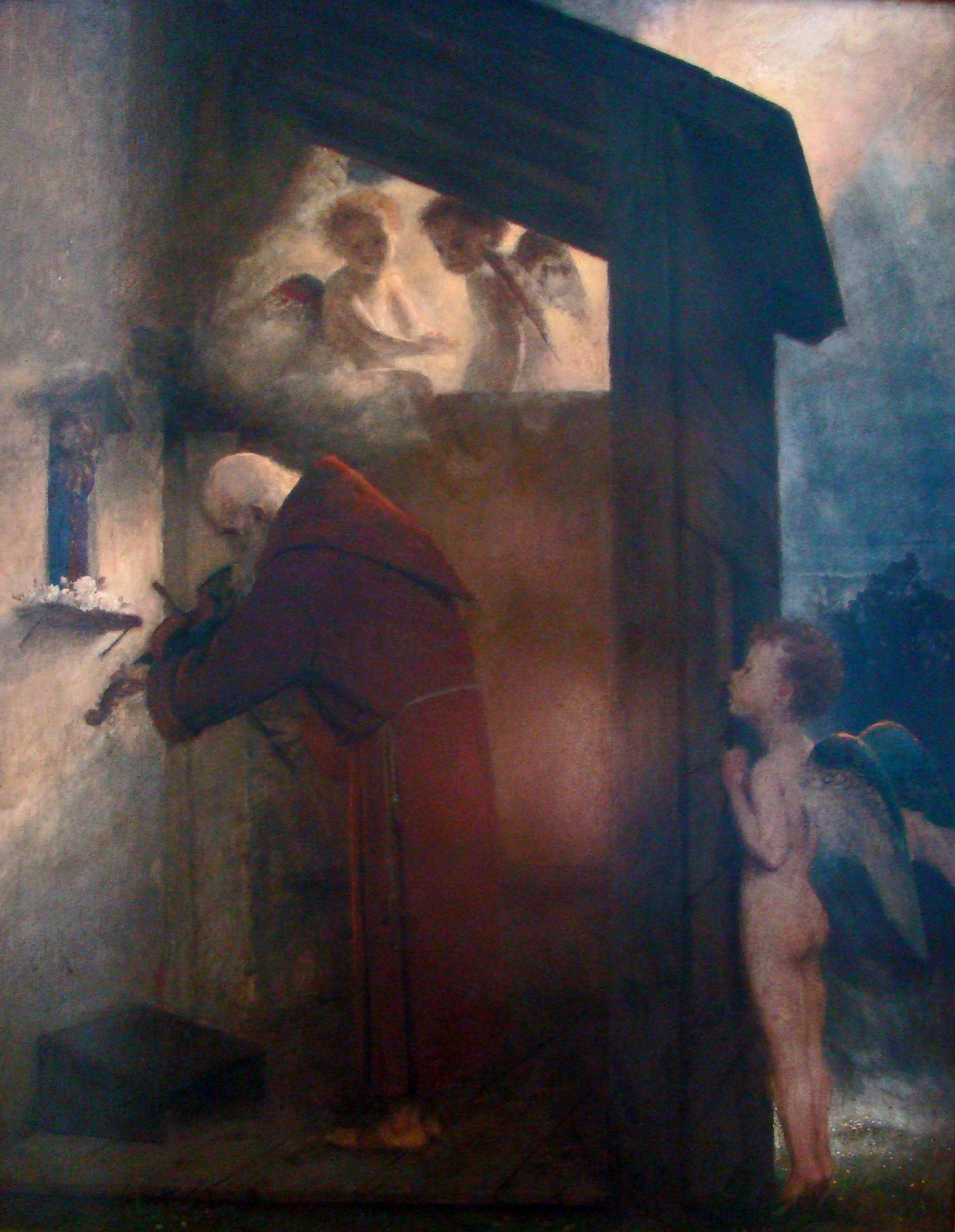
ヴァイオリンを弾く隠者 1884年
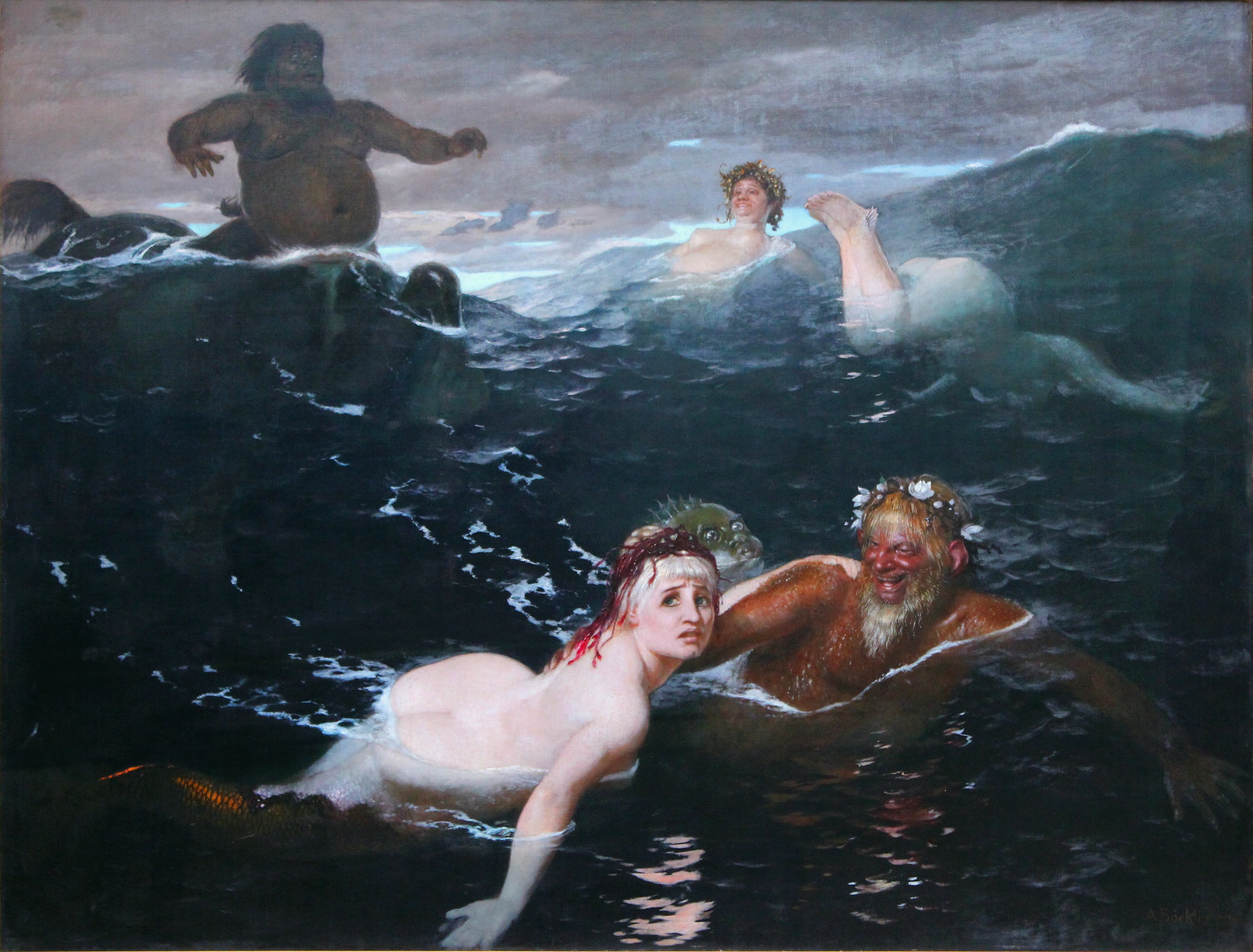
波間の戯れ 1883年
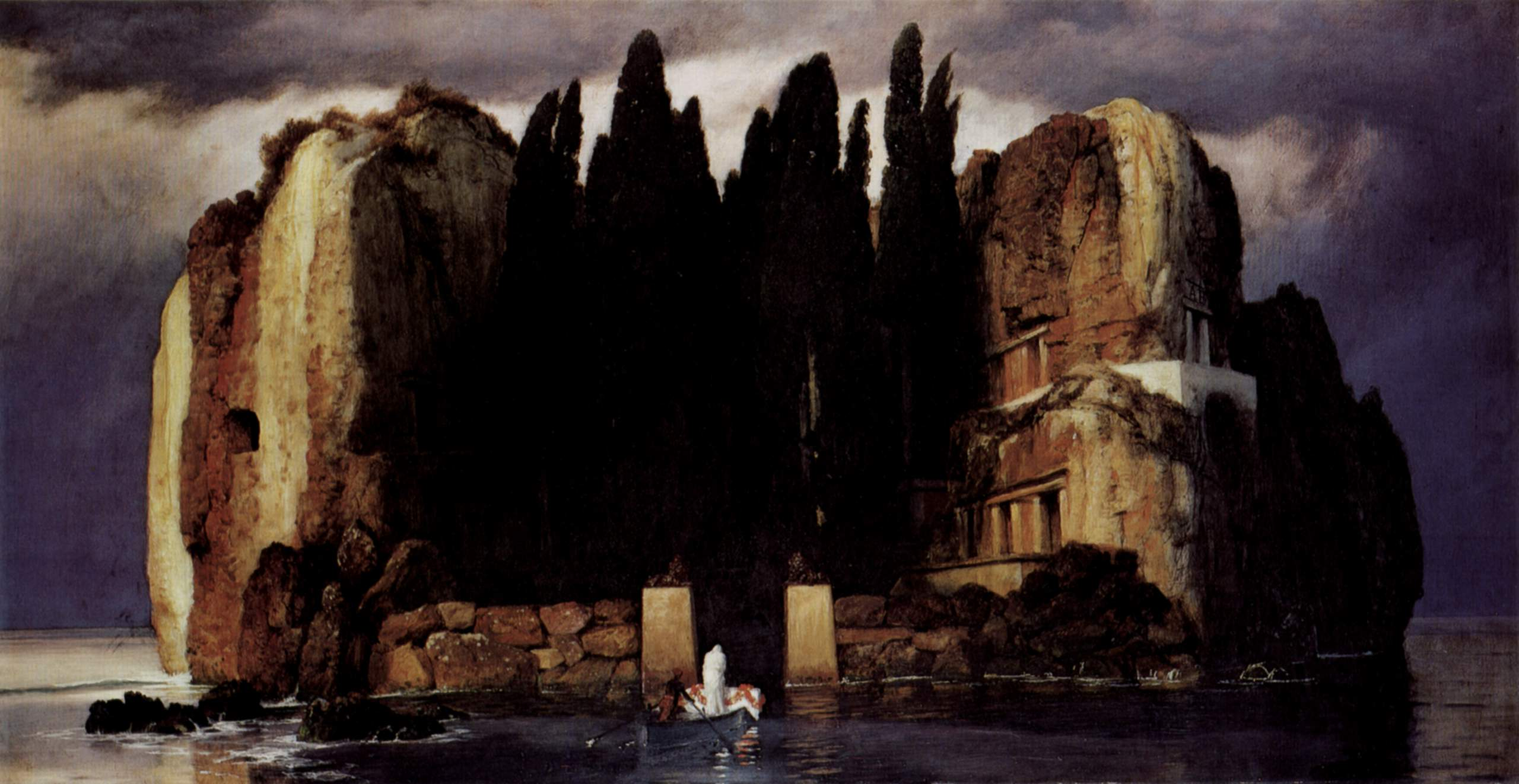
死の島(第5版) 1886年
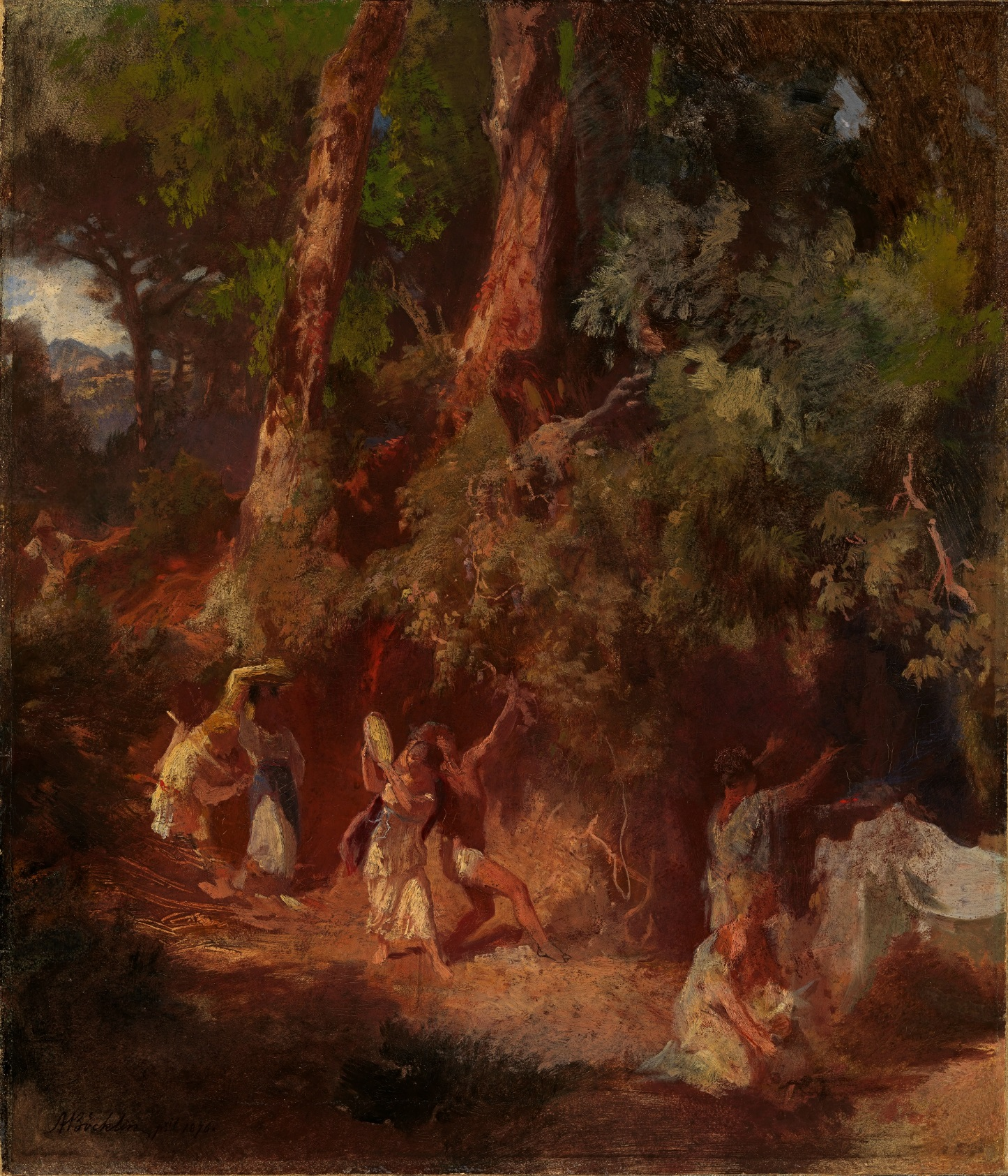
Bacchantenfest 1856年頃